# Bissegem
Bissegem este o secțiune a orașului belgian Kortrijk, situată în Regiunea Flamandă, în provincia Flandra Occidentală. A fost o comună de sine stătătoare până la fuziunea comunelor din 1977.

## Geografie
Bissegem se învecinează cu Heule⁠(d), Kortrijk (secțiune a orașului), Marke⁠(d), Wevelgem (secțiune de comună) și Gullegem.
Râul Lys, în care se varsă pârâul Neerbeek, formează limita dintre Bissegem și Marke.
Nucleul satului s-a dezvoltat în urma urbanizării orașului Kortrijk.

## Transporturi
Bissegem se află în interiorul inelului rutier R8. Drumul național N8 și autostrada A19 traversează localitatea și sunt conectate la R8.
Satul este situat pe linia feroviară Poperinge–Kortrijk (linia 69) și dispune de propria sa gară.

## Toponimie
Există mai multe ipoteze privind semnificația și originea numelui Bissegem. Totuși, se poate afirma aproape cu certitudine că denumirea provine din termenul francic Bissingaheim. Acesta este compus din Bisso-inga-heim, adică „locuința (heim) descendenților (inga) seniorului franc Bisso”. Se presupune că Bisso ar fi trăit în jurul anului 960.
Cea mai veche mențiune a parohiei sub forma Bichengen datează din anul 1107. Numele Bissigen apare în secolul al XIII-lea într-o colecție de documente a abației Saint-Amand, care a deținut dreptul de patronaj asupra bisericii parohiale din Bissegem până la Revoluția Franceză. În anul 1206 este atestată forma Bissengiem, iar în 1353, în cartularul abației Groeninge, apare ortografia Bissenghem.

## Istorie
Descoperiri arheologice recente demonstrează că, în jurul anului 3000 î.Hr., în valea pârâului Neerbeek, în apropierea vărsării acestuia în râul Lys, trăiau deja oameni.
Începând cu secolul al IV-lea, francii s-au stabilit în regiune. La acea vreme, Bissegem era un teritoriu destul de mlăștinos, situat la confluența dintre Lys și Neerbeek.

## Demografie
- Surse: INS, 1831 până în 1970 = recensăminte, 1976 = numărul de locuitori la 31 decembrie[1]